# Unione Sportiva Sassuolo Calcio 2014-2015
Questa voce raccoglie le informazioni riguardanti l'Unione Sportiva Sassuolo Calcio nelle competizioni ufficiali della stagione 2014-2015.

## Stagione
Dopo la salvezza ottenuta nella stagione di debutto, per la stagione 2014-2015 l'allenatore Eusebio Di Francesco viene confermato. Nel campionato i neroverdi guadagnano ancora la permanenza nella massima serie grazie al dodicesimo posto ottenuto raccogliendo 49 punti, riportando anche buoni risultati (pareggi con Juventus e Roma, 3 vittorie in 4 confronti con le milanesi) che valgono il buon piazzamento finale. Due i giocatori neroverdi in doppia cifra Domenico Berardi autore di 15 reti e Simone Zaza che ha firmato 11 reti. Nella Coppa Italia il Sassuolo entra in scena nel terzo turno eliminando (4-1) il Cittadella, nel quarto turno supera (1-0) il Pescara, poi negli ottavi lascia il torneo superato (2-1) dal Milan.

## Divise e sponsor
| casa | Trasferta | Terza divisa |  |

## Organigramma societario
Dal sito web ufficiale della società.
Area direttiva
- Presidente: Carlo Rossi

Area tecnica
- Direttore sportivo:
- Allenatore: Eusebio Di Francesco
- Allenatore in seconda: Danilo Pierini
- Collaboratori tecnici: Francesco Tomei, Rino Gandini
- Preparatori atletici: Luca Morellini, Nicandro Vizoco, Franco Giammartino
- Preparatore dei portieri: Fabrizio Lorieri
- Elaborazione dati atletici: Marco Riggio

Area sanitaria
- Responsabile: Dott. Claudio Pecci
- Medici sociali: Dott. Paolo Minafra
- Fisioterapisti: Andrea Acciarri, Nicola Daprile, Davide Valle
- Supporto scientifico e coordinamento preparazione atletica: Ermanno Rampinini
- Assistenza nutrizionale: Dott. Luca Mondazzi

## Rosa
La rosa e la numerazione sono aggiornate al 9 marzo 2015.
| N. |                    | Ruolo | Calciatore                      |
| -- | ------------------ | ----- | ------------------------------- |
| 1  | Italia (bandiera)  | P     | Alberto Pomini                  |
| 3  | Italia (bandiera)  | D     | Alessandro Longhi               |
| 4  | Italia (bandiera)  | C     | Francesco Magnanelli (capitano) |
| 5  | Italia (bandiera)  | D     | Luca Antei                      |
| 6  | Ghana (bandiera)   | C     | Raman Chibsah                   |
| 7  | Italia (bandiera)  | C     | Simone Missiroli                |
| 8  | Italia (bandiera)  | C     | Davide Biondini                 |
| 10 | Italia (bandiera)  | A     | Simone Zaza                     |
| 11 | Croazia (bandiera) | C     | Šime Vrsaljko                   |
| 13 | Italia (bandiera)  | D     | Lorenzo Ariaudo                 |
| 14 | Italia (bandiera)  | A     | Leonardo Pavoletti              |
| 14 | Grecia (bandiera)  | A     | Anastasios Donis                |
| 15 | Italia (bandiera)  | D     | Francesco Acerbi                |
| 16 | Italia (bandiera)  | P     | Ciro Polito                     |
| 17 | Italia (bandiera)  | A     | Nicola Sansone                  |
| 19 | Algeria (bandiera) | C     | Saphir Taïder                   |

| N. |                     | Ruolo | Calciatore           |
| -- | ------------------- | ----- | -------------------- |
| 20 | Italia (bandiera)   | D     | Paolo Bianco         |
| 21 | Italia (bandiera)   | D     | Thomas Manfredini    |
| 21 | Italia (bandiera)   | D     | Leonardo Fontanesi   |
| 23 | Italia (bandiera)   | D     | Marcello Gazzola     |
| 25 | Italia (bandiera)   | A     | Domenico Berardi     |
| 26 | Italia (bandiera)   | D     | Emanuele Terranova   |
| 28 | Italia (bandiera)   | D     | Paolo Cannavaro      |
| 30 | Slovenia (bandiera) | C     | Dejan Lazarević      |
| 31 | Italia (bandiera)   | D     | Federico Peluso      |
| 32 | Italia (bandiera)   | D     | Cesare Natali        |
| 33 | Italia (bandiera)   | C     | Matteo Brighi        |
| 47 | Italia (bandiera)   | P     | Andrea Consigli      |
| 79 | Italia (bandiera)   | P     | Gianluca Pegolo      |
| 83 | Italia (bandiera)   | A     | Antonio Floro Flores |
| 95 | Italia (bandiera)   | A     | Ettore Gliozzi       |
| 99 | Italia (bandiera)   | A     | Sergio Floccari      |

## Risultati

### Serie A

#### Girone di andata
| Arbitro: | Valeri (Roma) |

|          |           |         |
| Zaza 42’ | Marcatori | 44’ Sau |

| Arbitro: | Calvarese (Teramo) |

|                                                             |           |  |
| Icardi 3’, 30’, 53’ Kovačić 21’ Osvaldo 43’, 72’ Guarín 74’ | Marcatori |  |

| Reggio nell'Emilia 21 settembre 2014, ore 15:00 CEST 3ª giornata | Sassuolo            | 0 – 0 referto | Sampdoria | Mapei Stadium - Città del Tricolore (12 004 spett.)\| Arbitro: \| Di Bello (Brindisi) \| |
| Arbitro:                                                         | Di Bello (Brindisi) |               |           |                                                                                          |

| Firenze 24 settembre 2014, ore 15:00 CEST 4ª giornata | Fiorentina           | 0 – 0 referto | Sassuolo | Stadio Artemio Franchi (28 175 spett.)\| Arbitro: \| Cervellera (Taranto) \| |
| Arbitro:                                              | Cervellera (Taranto) |               |          |                                                                              |

| Arbitro: | Peruzzo (Schio) |

|  |           |              |
|  | Marcatori | 28’ Callejón |

| Arbitro: | Tommasi (Bassano del Grappa) |

|                                      |           |                         |
| Mauri 9’ Djordjevic 25’ Candreva 35’ | Marcatori | 26’, 50’ (rig.) Berardi |

| Arbitro: | Banti (Livorno) |

|          |           |           |
| Zaza 13’ | Marcatori | 19’ Pogba |

| Arbitro: | Tagliavento (Terni) |

|             |           |                                    |
| Cassano 78’ | Marcatori | 20’ Floccari 23’ Acerbi 52’ Taïder |

| Arbitro: | Orsato (Schio) |

|                                        |           |           |
| Missiroli 56’ Floccari 60’ Berardi 61’ | Marcatori | 18’ Croce |

| Verona 2 novembre 2014, ore 15:00 CET 10ª giornata | Chievo                   | 0 – 0 referto | Sassuolo | Stadio Marcantonio Bentegodi (5 500 spett.)\| Arbitro: \| Guida (Torre Annunziata) \| |
| Arbitro:                                           | Guida (Torre Annunziata) |               |          |                                                                                       |

| Reggio nell'Emilia 9 novembre 2014, ore 15:00 CET 11ª giornata | Sassuolo        | 0 – 0 referto | Atalanta | Mapei Stadium - Città del Tricolore (10 776 spett.)\| Arbitro: \| Pasqua (Tivoli) \| |
| Arbitro:                                                       | Pasqua (Tivoli) |               |          |                                                                                      |

| Arbitro: | Rizzoli (Bologna) |

|  |           |                  |
|  | Marcatori | 87’ Floro Flores |

| Arbitro: | Doveri (Roma) |

|                        |           |          |
| Sansone 50’ Taider 77’ | Marcatori | 7’ Moras |

| Arbitro: | Irrati (Pistoia) |

|                          |           |               |
| Ljajić 78’ (rig.), 90+3’ | Marcatori | 15’, 18’ Zaza |

| Arbitro: | Maresca (Napoli) |

|                         |           |               |
| Rigoni 2’ Belotti 90+3’ | Marcatori | 85’ Pavoletti |

| Arbitro: | Cervellera (Taranto) |

|                 |           |                  |
| Zaza 76’ (rig.) | Marcatori | 90+3’ Zé Eduardo |

| Arbitro: | Di Bello (Brindisi) |

|         |           |                      |
| Poli 9’ | Marcatori | 28’ Sansone 67’ Zaza |

| Arbitro: | Massa (Imperia) |

|          |           |             |
| Zaza 15’ | Marcatori | 26’ Théréau |

| Arbitro: | Giacomelli (Trieste) |

|                                   |           |                                |
| Falqué 25’ Fetfatzidīs 53’, 90+2’ | Marcatori | 19’, 69’ Berardi 50’ Missiroli |

#### Girone di ritorno
| Arbitro: | Rocchi (Firenze) |

|                           |           |            |
| Rossettini 20’ D. Čop 79’ | Marcatori | 76’ Acerbi |

| Arbitro: | Valeri (Roma) |

|                                           |           |            |
| Zaza 17’ Sansone 29’ Berardi 90+3’ (rig.) | Marcatori | 83’ Icardi |

| Arbitro: | Irrati (Pistoia) |

|         |           |           |
| Éder 9’ | Marcatori | 2’ Acerbi |

| Arbitro: | Doveri (Roma) |

|             |           |                            |
| Berardi 67’ | Marcatori | 30’ Salah 32’, 62’ Babacar |

| Arbitro: | Massa (Imperia) |

|                       |           |  |
| Zapata 61’ Hamsik 70’ | Marcatori |  |

| Arbitro: | Russo (Nola) |

|  |           |                                          |
|  | Marcatori | 45’ Felipe Anderson 70’ Klose 77’ Parolo |

| Arbitro: | Peruzzo (Schio) |

|           |           |  |
| Pogba 83’ | Marcatori |  |

| Arbitro: | Cervellera (Taranto) |

|                                                   |           |          |
| Sansone 24’, 36’ Berardi 61’ (rig.) Missiroli 65’ | Marcatori | 26’ Lila |

| Arbitro: | Tommasi (Bassano del Grappa) |

|                                  |           |                   |
| Saponara 46’, 60’ Mchedlidze 59’ | Marcatori | 49’ (aut.) Rugani |

| Arbitro: | Pairetto (Nichelino) |

|                    |           |  |
| Berardi 22’ (rig.) | Marcatori |  |

| Arbitro: | Doveri (Roma) |

|                       |           |             |
| Denis 42’, 63’ (rig.) | Marcatori | 59’ Berardi |

| Arbitro: | Calvarese (Teramo) |

|                      |           |                         |
| Berardi 45+1’ (rig.) | Marcatori | 59’ (rig.) Quagliarella |

| Arbitro: | Chiffi (Padova) |

|                         |           |                                   |
| Gómez 30’ Toni 63’, 70’ | Marcatori | 35’ (aut.) Moras 89’ Floro Flores |

| Arbitro: | Mazzoleni (Bergamo) |

|  |           |                                    |
|  | Marcatori | 6’ Doumbia 27’ Florenzi 74’ Pjanic |

| Reggio nell'Emilia 3 maggio 2015, ore 15:00 CEST 34ª giornata | Sassuolo        | 0 – 0 referto | Palermo | Mapei Stadium - Città del Tricolore (11 321 spett.)\| Arbitro: \| Pezzuto (Lecce) \| |
| Arbitro:                                                      | Pezzuto (Lecce) |               |         |                                                                                      |

| Arbitro: | Banti (Livorno) |

|                        |           |                                   |
| Defrel 15’ Brienza 29’ | Marcatori | 48’ Zaza 51’ Taïder 69’ Missiroli |

| Arbitro: | Guida (Torre Annunziata) |

|                       |           |                          |
| Berardi 13’, 31’, 77’ | Marcatori | 33’ Bonaventura 51’ Alex |

| Arbitro: | Abisso (Palermo) |

|  |           |                |
|  | Marcatori | 71’ Magnanelli |

| Arbitro: | Cervellera (Taranto) |

|                          |           |               |
| Berardi 3’ Zaza 18’, 32’ | Marcatori | 41’ Pavoletti |

### Coppa Italia

#### Turni preliminari
| Arbitro: | Rocchi (Firenze) |

|                                              |           |             |
| Zaza 12’ Sansone 53’, 83’ Floro Flores 90+2’ | Marcatori | 32’ Coralli |

| Arbitro: | Candussio (Cervignano del Friuli) |

|                  |           |  |
| Floro Flores 57’ | Marcatori |  |

#### Fase finale
| Arbitro: | Tommasi (Bassano del Grappa) |

|                         |           |                    |
| Pazzini 38’ de Jong 86’ | Marcatori | 64’ (rig.) Sansone |

## Statistiche

### Statistiche di squadra
| Competizione | Punti | In casa | In casa | In casa | In casa | In casa | In casa | In trasferta | In trasferta | In trasferta | In trasferta | In trasferta | In trasferta | Totale | Totale | Totale | Totale | Totale | Totale | DR |
| Competizione | Punti | G       | V       | N       | P       | Gf      | Gs      | G            | V            | N            | P            | Gf           | Gs           | G      | V      | N      | P      | Gf     | Gs     | DR |
| ------------ | ----- | ------- | ------- | ------- | ------- | ------- | ------- | ------------ | ------------ | ------------ | ------------ | ------------ | ------------ | ------ | ------ | ------ | ------ | ------ | ------ | -- |
| Serie A      | 49    | 19      | 7       | 8       | 4       | 25      | 22      | 19           | 5            | 4            | 10           | 24           | 35           | 38     | 12     | 13     | 14     | 49     | 57     | -8 |
| Coppa Italia | -     | 2       | 2       | 0       | 0       | 5       | 1       | 1            | 0            | 0            | 1            | 1            | 2            | 3      | 2      | 0      | 1      | 6      | 3      | +3 |
| Totale       | -     | 21      | 9       | 8       | 4       | 30      | 23      | 20           | 5            | 4            | 11           | 25           | 37           | 41     | 14     | 13     | 15     | 55     | 60     | -5 |

### Andamento in campionato
| Giornata  | 1  | 2  | 3  | 4  | 5  | 6  | 7  | 8  | 9  | 10 | 11 | 12 | 13 | 14 | 15 | 16 | 17 | 18 | 19 | 20 | 21 | 22 | 23 | 24 | 25 | 26 | 27 | 28 | 29 | 30 | 31 | 32 | 33 | 34 | 35 | 36 | 37 | 38 |
| --------- | -- | -- | -- | -- | -- | -- | -- | -- | -- | -- | -- | -- | -- | -- | -- | -- | -- | -- | -- | -- | -- | -- | -- | -- | -- | -- | -- | -- | -- | -- | -- | -- | -- | -- | -- | -- | -- | -- |
| Luogo     | C  | T  | C  | T  | C  | T  | C  | T  | C  | T  | C  | T  | C  | T  | T  | C  | T  | C  | T  | T  | C  | T  | C  | T  | C  | T  | C  | T  | C  | T  | C  | T  | C  | C  | T  | C  | T  | C  |
| Risultato | N  | P  | N  | N  | P  | P  | N  | V  | V  | N  | N  | V  | V  | N  | P  | N  | V  | N  | N  | P  | V  | N  | P  | P  | P  | P  | V  | P  | V  | P  | N  | P  | P  | N  | V  | V  | V  | V  |
| Posizione | 10 | 18 | 17 | 18 | 20 | 20 | 19 | 15 | 13 | 14 | 13 | 11 | 10 | 10 | 12 | 12 | 10 | 11 | 11 | 12 | 11 | 12 | 12 | 12 | 12 | 14 | 13 | 14 | 12 | 12 | 12 | 15 | 16 | 16 | 16 | 13 | 12 | 12 |

Fonte:  Serie A – Classifiche, su sport.sky.it, Sky Sport. URL consultato il 22 marzo 2019 (archiviato dall'url originale l'11 settembre 2014).
Legenda:

Luogo: C = Casa; T = Trasferta. Risultato: V = Vittoria; N = Pareggio; P = Sconfitta.